# 雷达尔·利亚克莱夫
雷达尔·利亚克莱夫（挪威語：Reidar Liaklev，1917年7月15日—2006年3月1日），挪威男子速度滑冰运动员。他曾代表挪威参加1948年冬季奥林匹克运动会速度滑冰比赛，获得一枚金牌。